# Turmhügel Oberkemmathen
Der Turmhügel Oberkemmathen ist eine abgegangene mittelalterliche Turmhügelburg (Motte) in Oberkemmathen, einem heutigen Gemeindeteil der Gemeinde Langfurth im Landkreis Ansbach in Bayern.
In Kemmathen besaßen die Herren von Kemnaten ein Burghaus und einen Burgstall. 1373 brannte die Stadt Dinkelsbühl die Burg nieder. Jörg von Kemmathen verkaufte 1433 Burghaus und Burgstall an Conrad Helchner aus Dinkelsbühl. Danach ist die Burg abgegangen, beim Verkauf der Güter an Caspar Schenk von Schenkenstein im Jahr 1526 wird sie nicht mehr erwähnt. Der Rest des Mottenhügel wurde 1972 im Zuge des Straßenbaus abgetragen, damals soll er noch 3 m hoch erhalten gewesen sein. Im Katasterplan zeichnet sich der Burgstandort als Quadrat von ca. 40 m Seitenlänge ab.